# Zerina Kaps
Zerina Kaps (* 31. julio de 1999 en Köthen ) es una fotógrafa y activista por el bienestar animal alemana.

## Vida personal
Zerina Kaps creció como hija del fotógrafo de paisajes Sebastian Kaps en Dessau-Roßlau. Ahora vive en Wiesbaden .
Completó sus estudios de diseño en la Facultad Bauhaus de Dessau  entre otros bajo Dieter Raffler . En su juventud participó en el Campeonato Alemán de Atletismo para el 1.LAC Dessau.  En 2022 participó en la elección de Miss Alemania y obtuvo el tercer lugar en la final.

## Premios y exposiciones

### Premios
En 2014, Zerina Kaps recibió el prestigioso premio de los Jardines Botánicos Reales Británicos KEW cómo International Young Garden Photographer of the Year (IGPOTY) en Londres .
Además, Kaps ganó un concurso organizado por la ciudad de Dessau-Roßlau en 2022. Como ganadora del premio, se le dio la oportunidad de participar en un programa de residencia de artistas durante tres a seis meses, durante los cuales pudo trabajar y vivir en la ciudad santa de Messolonghi .

### Exposiciones
Para los Gallery Weekends Berlin en abril de 2023, la fotógrafa tuvo una exposición en el Hotel de Rome, Berlín .